# Homem ilustre

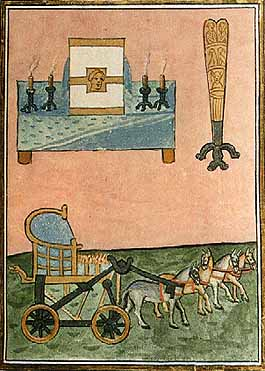
Insígnia do homem ilustre prefeito pretoriano da Ilíria no Notitia Dignitatum

Homem ilustre (em latim: vir illustris) era uma indicação formal na Antiguidade Tardia para descrever os mais altos escalões dentre dos senadores de Roma e Constantinopla. Todos os senadores tinham o título de homem claríssimo (em latim: vir clarissimus), mas a partir de meados do século IV, homem ilustre e homem espectável (em latim: vir spectabilis, uma classificação inferior ao ilustre) eram utilizados para distinguir os titulares de altos cargos.
Em inscrições e manuscritos antigos, a grafia inlustris é mais comum. Uma vez que os ilustres eram um subconjunto dos claríssimos, o título era muitas vezes dado como "homem claríssimo e ilustre" (vir clarissimus et illustris) particularmente em documentos oficiais. A forma mais curta é comumente abreviada v. i. (plural vv. ii.), v. inl. ou vir inl.; a forma mais longa como v. c. et inl.

## História
Senadores romanos na antiguidade tardia tinham o título de homem claríssimo acrescentado ao seu nome, um costume que tinha sido desenvolvido gradualmente nos séculos I-II. No século IV, a ordem senatorial expandiu-se enormemente, de modo que o título tornou-se mais comum e novos títulos, homem espectável e homem ilustre foram necessários para dar distinção aos altos senadores. O primeiro exemplo é de 354 quando um prefeito pretoriano usou-o. Por algumas décadas ocorreu inconscientemente, então as suas aparições tornaram-se mais regulares, talvez em conexão com a codificação formal de honras sob Valentiniano I (r. 364–375) em 372.

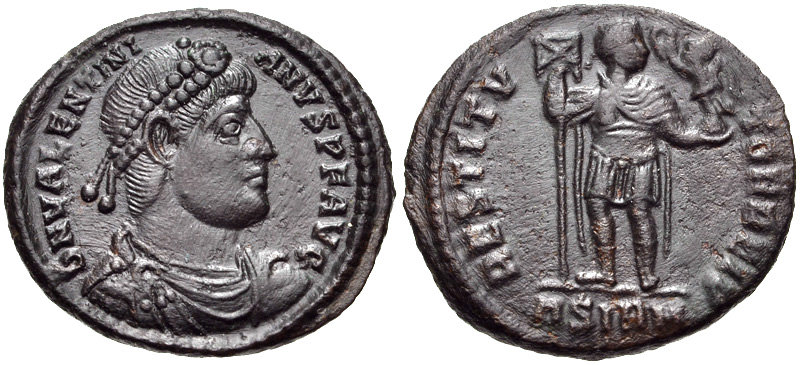
Fólis de r.

Os ofícios que tiveram o direito ao título mudaram com o tempo. O Notitia Dignitatum do começo do século V anexa os seguintes ofícios: prefeito do pretório, prefeito urbano, mestre dos soldados (magister militum), prepósito do cubículo sagrado, mestre dos ofícios, questor, conde das sagradas liberalidades, conde da fortuna privada e comes domesticorum equitum dive peditum. Além destes, o título também era frequentemente dado aos cônsules, e ocasionalmente para ofícios menores. Nestes casos o título pode mostrar um alargamento dos critérios ou podem ser simplesmente uma subvenção honorária a um indivíduo.
O ilustre logo passou a ser considerado como a parte ativa do senado; e em meados do século V, espetacular e claríssimo já não participavam mais no senado. Na época de Justiniano (r. 527–565), os senadores eram definidos como ilustre. Ao mesmo tempo o título ilustre tinha sofrido uma desvalorização semelhante ao de claríssimo no século IV; titulares de altos cargos eram agora indicados com o título homem glorioso (vir gloriosus) ou gloriosíssimo (gloriosissimus) e homem magnífico (vir magnificus).